# Andy Rourke
Andrew Michael Rourke (Manchester, 17 de janeiro de 1964 – Nova Iorque, 19 de maio de 2023) foi um músico britânico, mais conhecido por ter sido baixista da banda The Smiths.

## Carreira
Nascido em 1964, o pai de Rourke era irlandês enquanto sua mãe era inglesa. Ele recebeu um violão de seus pais quando tinha sete anos de idade. Aos 11 anos ele fez amizade com um jovem John Maher (o futuro Johnny Marr) com quem compartilhava um interesse pela música. A dupla passava os intervalos para o almoço na escola improvisando e tocando em suas guitarras. Quando Marr formou uma banda, convidou Rourke (ainda um guitarrista) para experimentar o baixo, pelo qual ele se apaixonou e ficou com ele desde então.
Aos 15 anos Rourke abandonou a escola. Passou por uma série de empregos domésticos e tocou guitarra e baixo em várias bandas de rock, bem como na banda funk de curta duração Freak Party, com seu amigo de escola Johnny Marr.
Marr mais tarde juntou-se a Morrissey para formar os Smiths. Rourke se juntou à banda após seu primeiro show e permaneceu durante a maior parte de sua existência. Rourke foi brevemente afastado da banda, supostamente recebendo a notícia em um bilhete deixado sob o limpador de parabrisas do seu carro: "Andy, você deixou os Smiths. Boa sorte e adeus, Morrissey". Morrissey negou isso. Em maio de 1986, Rourke voltou para os Smiths, pouco antes de gravar The Queen Is Dead. Marr descreveu a contribuição de Rourke para esse álbum como "algo que nenhum outro baixista poderia igualar". Os Smiths lançaram Strangeways, Here We Come em 1987 para aclamação da crítica, mas dividiram-se logo em seguida.
Imediatamente após o rompimento, Rourke e o baterista dos Smiths, Mike Joyce, tocaram com Sinéad O'Connor - Rourke (mas não Joyce) aparece no álbum I Do Not Want What I Haven't Got (1990). Junto com Craig Gannon, eles forneceram a seção rítmica para dois singles do ex-vocalista dos Smiths Morrissey - "Interesting Drug" e "The Last of the Famous International Playboys" (ambos de 1989). Rourke também tocou baixo em "November Spawned a Monster" e "Piccadilly Palare" (ambos de 1990) e compôs a música para os singles de Morrissey "Yes, I Am Blind" (o lado B de "Ouija Board, Ouija Board", 1989); "Girl Least Likely To" (um lado B no single de 12 de "November Spawned a Monster"; também lançado como faixa bônus na reedição de Viva Hate em 1997); e "Get Off the Stage" (o lado B de "Picadilly Palare").[carece de fontes?]
Rourke também tocou e gravou com The Pretenders (aparecendo em algumas das faixas de Last of the Independents de 1994); Killing Joke, Badly Drawn Boy (com quem Rourke fez uma turnê por dois anos), Aziz Ibrahim (ex-Stone Roses) e ex-guitarrista do Oasis Bonehead como Moondog One, que também incluía Mike Joyce e Craig Gannon. Rourke também tocou baixo para Ian Brown, tanto em turnê quanto no álbum de Brown, The World Is Yours.
Em março de 1996, Rourke e Mike Joyce iniciaram processos judiciais contra Morrissey e Marr por royalties. Enquanto Joyce continuou com a ação, Rourke resolveu fora do tribunal por £ 83 000. Tendo gasto o acordo Rourke mais tarde encontrou-se a ser declarado falido na sequência de uma petição da Receita Federal em 25 de janeiro de 1999.
Rourke formou o supergrupo Freebass com os baixistas Gary Mounfield (ex-Stone Roses) e Peter Hook (ex-New Order) em 2007 e permaneceu ativo no grupo até agosto de 2010. No início de 2009, ele se mudou para a cidade de Nova York, ele tem um programa na East Village Radio e trabalha como DJ de clube com Olé Koretsky sob o nome de Jetlag. Isso levou Rourke e Koretsky a formarem a banda D.A.R.K. com a vocalista Dolores O'Riordan de The Cranberries. O trio lançou seu primeiro álbum, Science Agrees, em 9 de setembro de 2016.
Em 19 de maio de 2023, foi anunciado que Rourke havia morrido de câncer no pâncreas, aos 59 anos.

## Discografia

### Morrissey
Singles
- "Piccadilly Palare"
- "Interesting Drug"
- "November Spawned a Monster"
- "The Last of the Famous International Playboys"

Álbuns
- Bona Drag (1990)

### FreeBass
Singles
- "Live Tomorrow You Go Down" – 2010 – 24 Hour Service Station

EPs
- Two Worlds Collide – 2010 – 24 Hour Service Station
- You Don't Know This About Me (The Artur Baker Remixes) – 2010 – 24 Hour Service Station
- Fritz von Runte vs Freebass Redesign – 2010 – 24 Hour Service Station
- Two Worlds Collide (The Instrumental Mixes) – 2010 – 24 Hour Service Station

Álbuns
- It's a Beautiful Life – 2010 – 24 Hour Service Station / Essential

### D.A.R.K.
- Science Agrees (2016)

### Sinéad O'Connor
- I Do Not Want What I Haven't Got (1990)

### The Pretenders
- Last of the Independents (1994)

### Ian Brown
- The World Is Yours (2007)